# District de Lembá
Pour les articles homonymes, voir Lemba.
Le district de Lembá est un district de Sao Tomé-et-Principe, sur l'île de São Tomé. Son siège est Neves.

## Population
Le district de Lembá comptait 10 696 habitants lors du recensement (RGPH) de 2001, puis 14 652 lors du RGPH de 2012.